# Trézon
Der Trézon ist ein kleiner Fluss in Frankreich, der im Département Maine-et-Loire in der Region Pays de la Loire verläuft. Er entspringt im Gemeindegebiet von Chanteloup-les-Bois, entwässert generell Richtung Südwest durch die Landschaft Mauges und mündet nach rund 16 Kilometern an der Gemeindegrenze von Maulévrier und Cholet im Becken des Stausees Lac de Ribou als rechter Nebenfluss in die Moine.

## Orte am Fluss
(Reihenfolge in Fließrichtung)
- Péronne, Gemeinde Chanteloup-les-Bois
- Les Baudières, Gemeinde Yzernay
- Toutlemonde
- Mazières-en-Mauges
- La Souchelière, Gemeinde Maulévrier
- La Roche du Ribalet, Gemeinde Cholet

## Sehenswürdigkeiten
- Windmühlen von Péronne aus dem 19. Jahrhundert am Flussufer bei Péronne, Gemeinde Chanteloup-les-Bois – Monument historique[4]